# 효경황후
효경황후 왕지(孝景皇后 王娡, ? ~ 기원전 126년)는 전한의 제6대 황제 경제의 계후이자 제7대 황제 무제의 모후이다.

## 생애
왕중(王仲)과 장도의 손녀 장아(臧兒)의 사이에서 장녀로 태어났으나, 왕중이 죽자 장아가 전씨(田氏)에게 재가하여 전분·전승 형제를 낳자 어머니를 따라 전씨 집에서 살았다. 이후 김왕손(金王孫)이란 자와 혼인하여 딸까지 있었으나 어머니 장아가 자신의 딸이 훗날 귀해질거란 점괘를 듣자 김왕손과 강제로 이혼시키고 황궁에 시녀로 보냈다. 왕씨는 당시 황태자였던 유계의 총애를 얻어 평양공주·남궁공주·융려공주 등을 낳았고, 아들 유철을 임신한 상태에서 시아버지 문제가 죽어 기원전 157년에 유계가 즉위하니, 그 해에 유철을 낳았다. 또한 여동생 왕아후(王兒姁) 역시 경제를 모셔 아들 네 명을 낳기도 했다.
당시 경제는 황후인 박씨와는 자식이 없었고 율희와의 사이에서 서장자 유영이 있어 그를 황태자로 세우려 했으나, 경제의 누나인 관도공주가 율희와 사이가 좋지 않았다. 얼마 안가 박씨가 폐위되고, 서장자를 낳은 율희는 황후로 책봉될거라 믿어 의심치 않았으나 관도공주가 어머니인 두태후와 남동생 경제에게 밀고하자, 율희를 유폐하고 유영 역시 폐위하여 임강왕으로 강등하였다. 왕부인은 관도공주와 사이가 좋았기 때문에 관도공주의 덕택으로 기원전 150년 황후에 책봉되었고 어린 아들인 교동왕 유철 역시 황태자에 올랐다.
경제가 죽고 유철이 황제에 올라 무제가 되자, 황태후로 진봉되었고 기원전 126년에 장안에서 사망하였다. 시호는 남편의 시호를 따와 효경황후이다.